# 大鵟
大鵟（学名：Buteo hemilasius）为鹰科鵟属的鸟类，體型最大的鵟屬猛禽，平均身長65厘米，翼展達152厘米。生活在中亞、南亞北部和東亞的山地生態系統中的草地和岩石區域，分布範圍從哈薩克斯坦到韓國。 大鵟是候鳥，但通常僅短距離遷徙，顯然是為了避免因積雪覆蓋而影響獵物捕捉。 此物種主要以小型哺乳動物為食，但也不會拒絕從小型到大型鳥類和昆蟲的替代獵物。 這種鮮為人知的猛禽擁有廣泛的分布範圍，雖然通常不常見，但並不被認為是稀有或數量在減少的物種。因此，根據IUCN的評估，它被列為無危物種。

## 描述

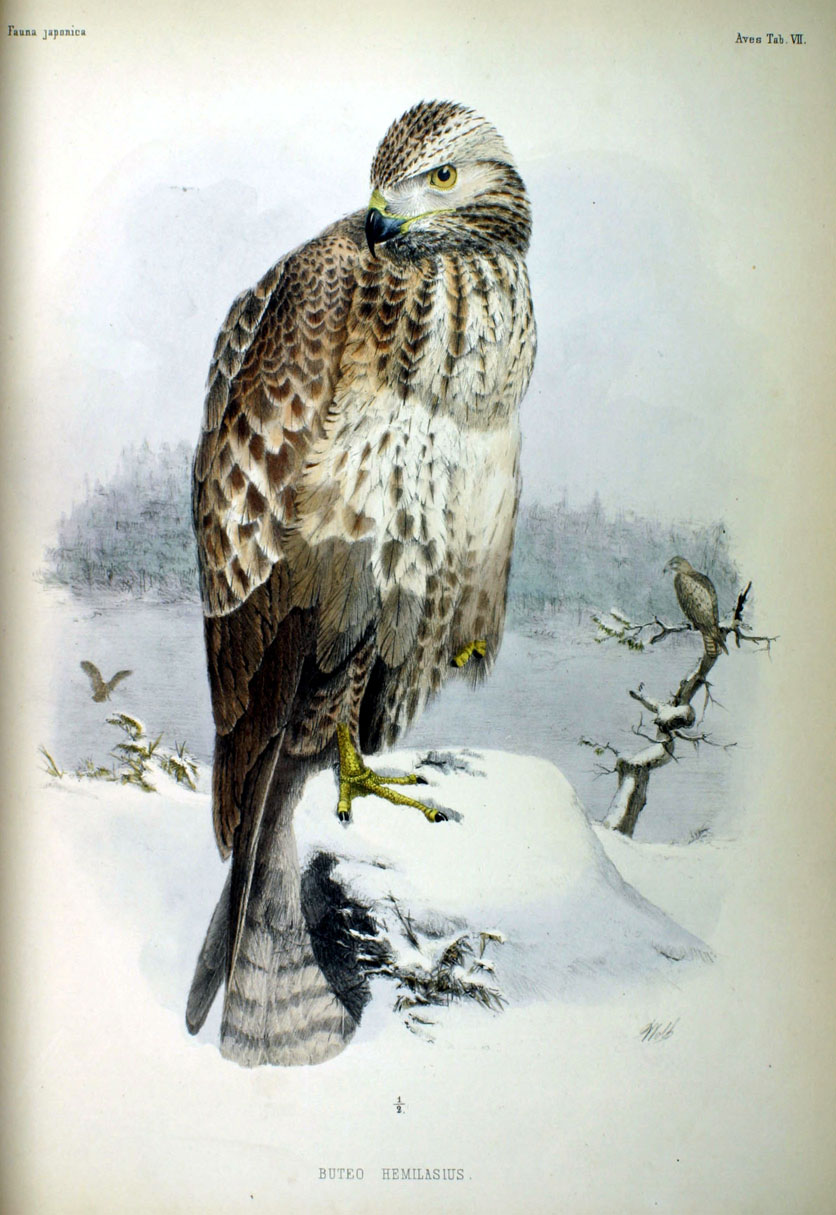
大鵟的肖像

這是全世界體長和翼展最大的一種鵟，也是鵟屬（Buteo）中體型最大的成員。然而，就體重而言，它與北美的鐵鵟（ferruginous hawk，Buteo regalis）大致相等，後者在平均標準測量中僅略小一些。大鵟的總長度為57至72 cm（22至28英寸），翼展為143至161 cm（4英尺8英寸至5英尺3英寸）。 體重已知範圍在950至1,400 g（2.09至3.09磅）（雄性），三隻平均為1,168 g（2.575磅），雌性範圍從970至2,050 g（2.14至4.52磅）,七隻平均為1,581 g（3.486磅）。 在青藏高原測量的14隻大鵟的平均尺寸為639 mm（25.2英寸），尾長為289 mm（11.4英寸），小型的喙長為30 mm（1.2英寸），跗骨長度為86 mm（3.4英寸），體重為1,557 g（3.433磅）。 大鵟相較於其他鵟（Buteo）顯得特別巨大，擁有長翼和相對較長的尾巴，並且與相關物種相比更類似鷹。牠們存在淺色型和深色型的多型性。淺色型通常呈現米色和土色深棕色。這種型態的鵟具有輕微標記的白色，頭部和後頸具有可變的赭色，胸部通常是純白色。淺色型中，白色的胸部與下胸部和腹部廣泛但不規則分布的深棕色區域形成對比。兩側和腹部也同樣呈現深色，尾巴為灰色，兩側有深色條紋，並帶有更粗的末端條紋。停棲時，鵟的覆羽可以顯得比其他部分淺棕色。飛行中，淺色型的主要覆羽顯得帶有條紋的棕色，與非常明顯的黑色肩部標記形成對比。飛羽呈白色，帶有變化的深色條紋，黑色翼尖和後緣連接。深色型大鵟幾乎全身為黑褐色，飛羽圖案與淺色型相似，但更深色，除了飛羽外。 大鵟的叫聲是一種延長的鼻音，類似於歐亞鵟（B. buteo），但據說牠們的叫聲比歐亞鵟少。 "褲子"部位的羽毛為深褐色，通常覆蓋腿部至少四分之三。儘管個體間有所不同，這些鵟的腿部比其他鵟更具隔熱性，除了鐵鵟和毛足鵟（B. lagopus），它們的羽毛延伸至脛跗骨。

### 辨識
大鵟的羽色與其他鵟類相當相似，需要與分布重疊的棕尾鵟（B. rufinus）、喜山鵟（B. reflectus）和東方鵟（B. japonicus）進行區分。尤其是喜山鵟，通常在高海拔的相似棲地中出現。大鵟與棕尾鵟相似，兩者經常被誤認為同一種。然而據說大鵟比棕尾鵟略大，且缺乏該物種的較暖色調，有時呈現紅褐色（而非土棕色）。然而，大鵟和棕尾鵟的圖案大致相當，其比例和大小也大體相似。通常棕尾鵟出現在較低海拔地區。然而，在觀察遠距離飛行的鵟時，尤其是深色個體，這兩個物種常常難以區分。其他鵟類明顯較小，比例較短，翼展和尾巴都較短。喜山鵟和東方鵟的標記也不同，通常顯得腹部較淺，除了腹帶和兩側有斑點外，翅膀上的覆羽和飛羽上的對比圖案不那麼強烈。各自鵟類的深色型標記更相似，但大鵟的大小和比例可以將其區分開來，除了深色型棕尾鵟幾乎無法區分。

## 分類與系統學
大鵟物種首次由特明克（Temminck）和施萊格爾（Schlegel）於1844年描述，並且是單型的。目前，該物種被認為與棕尾鵟形成超種。曾經，大鵟被認為與棕尾鵟為同種異名。 一項小規模的分子研究發現，大鵟與棕尾鵟之間沒有很強的遺傳親緣關係。 有一些間接的說法稱它們會雜交。然而，沒有強有力的證據表明它們定期雜交，以至於模糊了鵟類的物種定義，儘管它們的分布範圍大致重疊。

## 分布與現狀

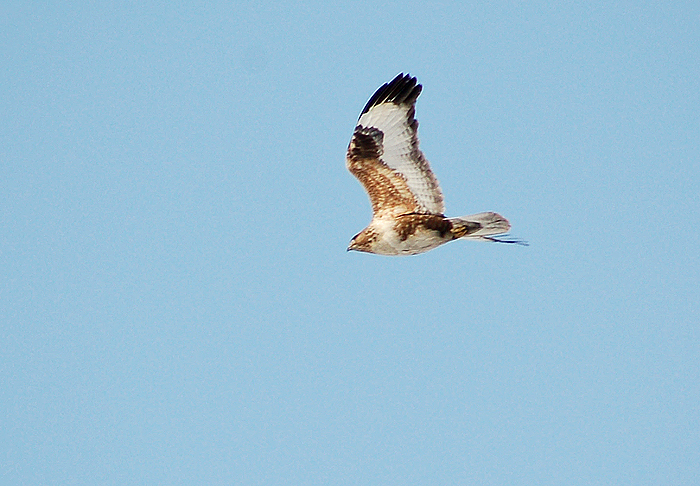
飛行中的大鵟

大鵟的繁殖範圍的中心部分（佔絕大多數）位於蒙古和中國，特別是在中國的西部、北部和東北地區 在蒙古北部，它們在整個地區都有分布，並且大鵟也在鄰近的西伯利亞南部幾個地區繁殖。 在西部，它們的繁殖範圍可能略微延伸至最東部的塔吉克斯坦、東南部的吉爾吉斯斯坦，以及最近在東哈薩克斯坦州，這裡在1990年首次記錄到它們築巢。 在南部，大鵟可能在不丹、尼泊爾的北部地區繁殖，並且在1998年首次記錄到在印度次大陸的西藏羌塘地區築巢。 遷徙期間，北方的鳥類會經過中國西部、吉爾吉斯斯坦東部，並且遠至朝鮮民主主義人民共和國和大韓民國的非繁殖區。大鵟的越冬區域包括東哈薩克斯坦、印度北部、大部分的尼泊爾和不丹以及中國中部和東部。一般來說，大鵟不是長距離的遷徙鳥類，許多個體只進行短距離的遷徙以越冬。 在罕見的情況下，大鵟也出現在日本，很可能是從韓國迷路而來。 另有一個罕見的舊說法稱，大鵟曾在冬季出現在伊朗。 該物種通常不常見，但在某些地區如西藏和蒙古的獵物高峰區，可能會接近豐富到稀有的程度。 大鵟並不被認為是受威脅的物種。

## 行為與生態

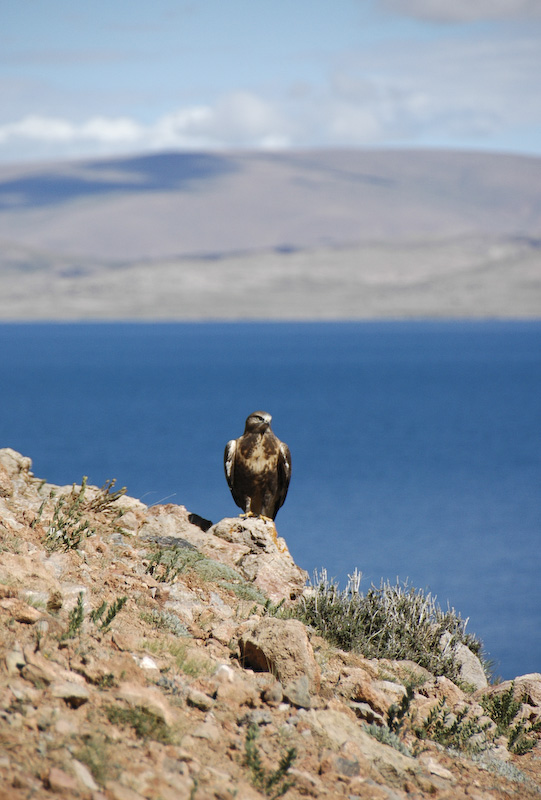
大鵟, 攝於西藏

大鵟通常出現在開闊的高海拔地區。雖然曾記錄到超過5,000米（16,000英尺）的海拔，但該物種通常在1,000和4,500（3,300和14,800英尺）之間的海拔築巢，有時在冬季會記錄到降至海平面的情況。 在山地地區，它們在高山苔原、高地草原和高原等棲地築巢，經常在這些各種草地和岩石區覓食。牠們也會在夏季和冬季拜訪耕地。 大鵟是相當典型的鵟，經常進行廣泛的滑翔飛行，翅膀保持在相當強的上反角。 大鵟經常進行懸停，通常在狩獵期間。與許多鵟不同，牠們在狩獵時通常沒有可用的棲木，因此必須從飛行中俯衝而下，但有時可以利用岩石作為狩獵棲木。牠們也會有時在地面捕捉昆蟲。 大鵟是部分遷徙鳥，經常在顯然尋找合適的狩獵區域時進行短距離遷徙。秋季的遷徙通常發生在9月至10月，春季則在3月至5月返回。 在10月底，大鵟經常被記錄到遷徙過戈壁沙漠。 迷鳥在日本到中國南部的越冬區域可能位於低地耕地。
大鵟大致上是以小型哺乳動物為主的專業獵手。在青藏高原，該物種的主要食物包括根田鼠（Microtus oeconomus）（佔756件獵物中的57.5%）、高原鼠兔（Ochotona curzoniae）（19.5%）和間顱鼠兔（Ochotona cansus）（18.6%）。 在這一地區進行的穩定同位素比率研究進一步證明，儘管小型哺乳動物是主要食物，在這些首選獵物的數量下降時，大鵟在西藏會轉而以各種雀形目鳥類為食，主要但不完全是幼鳥，如百靈、鵐科、雀科和黑尾地鴉。 在西藏高原的另一個常見獵物是中華鼢鼠（Eospalax fontanierii）。 蒙古的大鵟種群高度依賴布氏田鼠（Lasiopodomys brandtii），其數量可能受到這種獵物種群週期的影響。 蒙古的其他重要獵物包括長爪沙鼠（Meriones unguiculatus）、達烏爾黃鼠（Spermophilus dauricus）和達烏爾鼠兔（Ochotona daurica）。 在俄羅斯阿爾泰山脈的南部，59件獵物中以紅背䶄（Myodes rutilus）為主，佔27.1%，未識別的田鼠佔22%，棕背䶄（Myodes rufocanus）佔18.6%，東北鼠兔（Ochotona hyperborea）佔16.9%，各種鳥類也佔16.9%。 此外，在阿爾泰，還記錄到大鵟攻擊家雞（Gallus gallus domesticus）。 冬季在吉爾吉斯斯坦的伊塞克湖，觀察到的獵物包括柽柳沙鼠（Meriones tamariscinus）、家鼠（Mus musculus）、灰山鶉（Perdix perdix）、岩鴿（Columba livia）和百靈。 除了典型的覓食外，有時也會從地面捕捉昆蟲如甲蟲和蝗蟲，有時也會吃鳥蛋。 雖然主要獵物通常是相當小的囓齒動物和類似哺乳動物，但有時也會捕獵較大的獵物。替代獵物可能包括重達453 g（0.999磅）的柳雷鳥（Lagopus lagopus）和達烏爾蝟（Mesechinus dauuricus），偶爾還包括更大的獵物如毛兔（Lepus oiostolus），重達2,320 g（5.11磅），和藏雪雞（Tetraogallus tibetanus），重達1,550 g（3.42磅）。 此外，還記錄到大鵟偶爾可能捕食蒙古瞪羚（Procapra gutturosa），其出生時約重2.9（6.4磅）。 在
罕見的情況下，它們可能捕食小型食肉目動物如香鼬（Mustela altaica）和赤狐（Vulpes corsac）幼崽。 大鵟經常在同樣的獵物和棲地上與雕鴞進行廣泛的覓食，但雕鴞體型更大且更強壯，有時還會獵殺大鵟。 此外，大鵟有時會成為金雕（Aquila chrysaetos）的獵物。

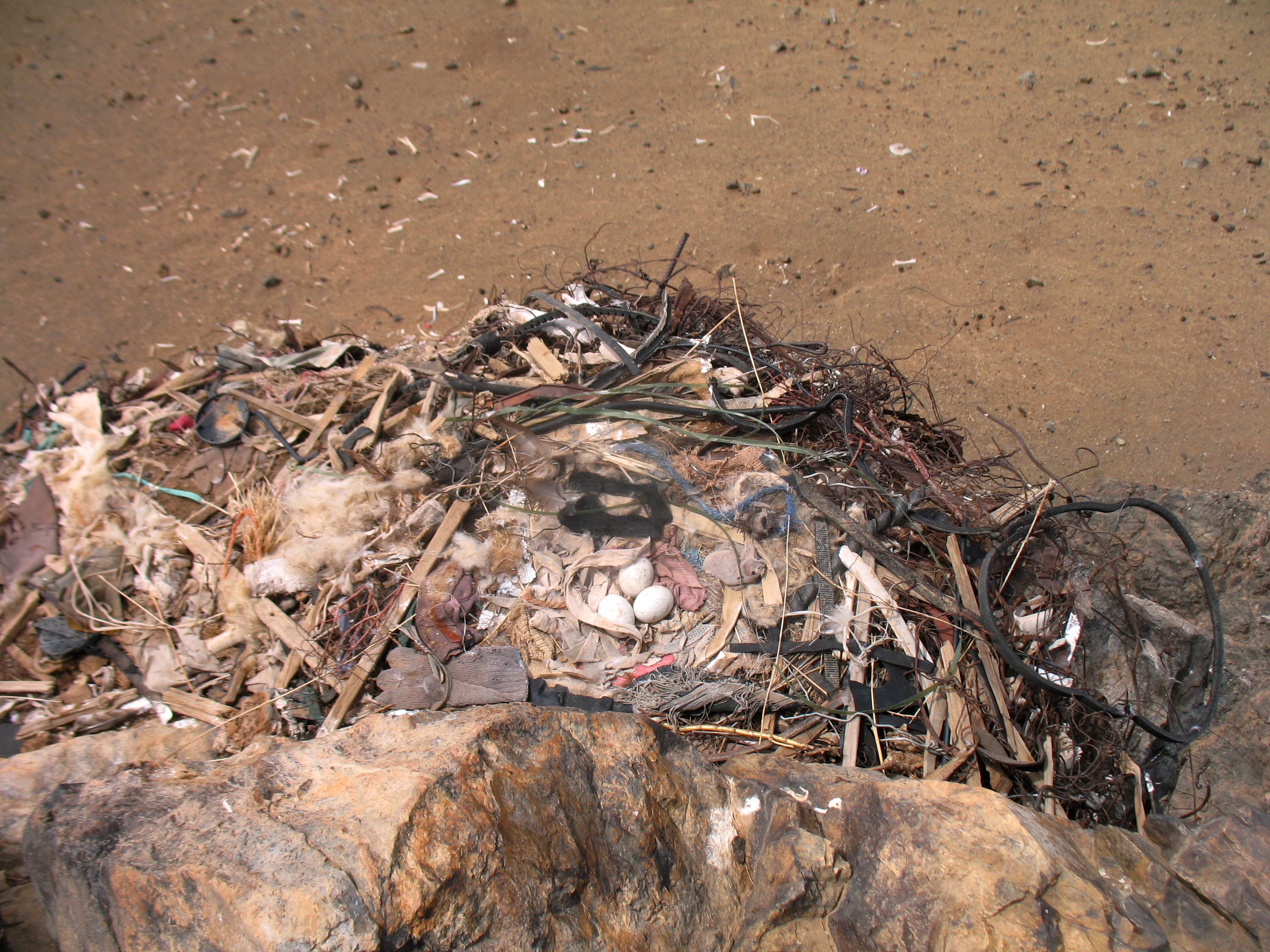
大鵟的巢

大鵟的繁殖期為4月至8月，通常在5月產卵。 巢通常位於露頭、峭壁和懸崖的岩棚上，通常由岩石或植被擋住風雨。部分巢還建在陡峭的岩坡上。 巢由樹枝構成，並且內襯良好，通常使用羊毛、草、乾糞以及可能有害的人類垃圾來鋪墊。 該物種通常產下2到4顆蛋，如果整個巢卵丟失，牠們有能力再產下一窩。 在蒙古，已記錄到的窩卵數量異常可變，最多可達8顆，平均窩卵數為3.49顆。 孵化期為36到38天，儘管之前報告的僅約為30天。 雛鳥覆蓋灰褐色絨羽，生長相當緩慢，約在45天時羽翼豐滿。 在蒙古西部和中部，平均窩產雛數為1.95隻。 通常，大鵟通常能夠成功孵化兩隻雛鳥，儘管有記錄顯示最多可孵化四隻。 繁殖成功率被認為是基於食物的，並且在穩定的獵物如田鼠數量下降時，已經報告出現更高的幼雛競爭和可能的同類相食現象。

## 保护
- 中国国家重点保护动物等级：二级